# Alf Perry

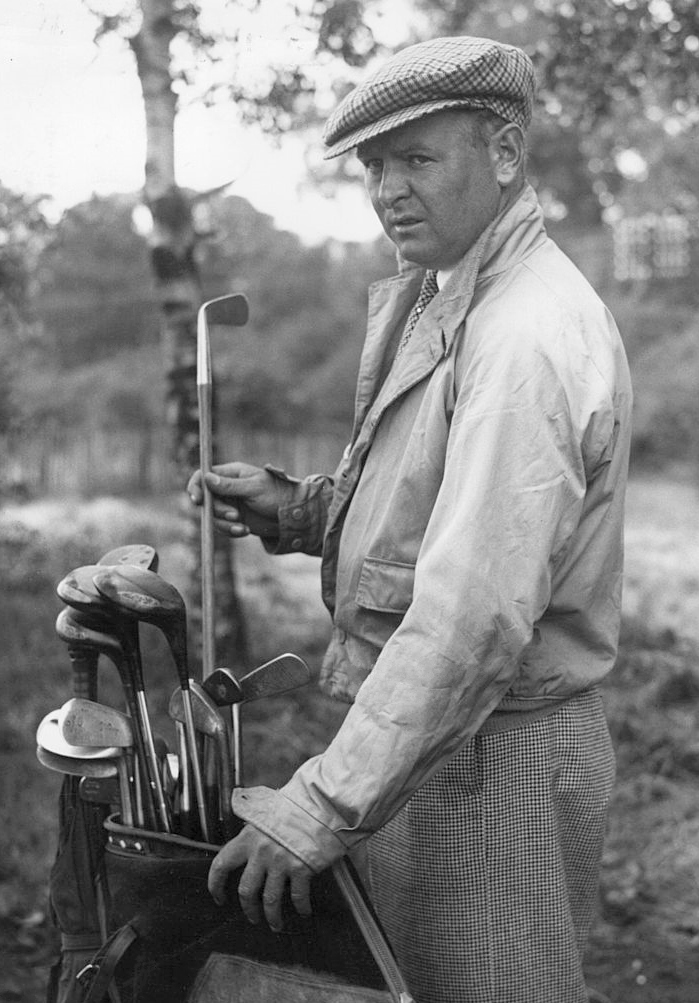
Alf Perry, 1935.

Alfred Perry, 1904 - 1974, var en engelsk golfspelare.
Perry var klubbprofessional på Leatherhead Golf Club och vann sin första och enda majorseger i The Open Championship 1935. Perrys segerresultat på 283 slag tangerade det lägsta mästerskapsresultatet, vilket inte slogs förrän 1966 av Jack Nicklaus. Han deltog i det brittiska Ryder Cup-laget 1933, 1935 och 1937 men han spelade bara tre matcher av vilka han förlorade två och spelade oavgjort i en.
Perry deltog i The Open återigen 1946, 1947 och 1948, och slutade då som bäst på en delad 18:e plats 1947.

## Meriter

### Majorsegrar
| År   | Mästerskap            | Efter 54 hål    | Resultat        | Mot par | Segermarginal | Runner-up   |
| ---- | --------------------- | --------------- | --------------- | ------- | ------------- | ----------- |
| 1935 | The Open Championship | 1 slags ledning | 69-75-67-72=283 | -5      | 4 slag        | Alf Padgham |